# Unutrašnji sistem pozicioniranja
Sistem unutrašnjeg pozicioniranja (eng. IPS) sistem je za lociranje objekata ili ljudi unutar zgrade koristeći radio talase, magnetna polja, zvučne signale ili druge senzorne informacije prikupljene pomoću mobilnih uređaja. Na tržištu postoji nekoliko komercijalnih sistema, ali ne postoji standard za IPS sistem.
IPS-ovi koriste različite tehnologije, uključujući merenje udaljenosti na obližnjim učvršćenim čvorovima (čvorovi sa poznatim pozicijama, npr. WiFi pristupne tačke), magnetno pozicioniranje, mrtvo računanje. Oni aktivno lociraju mobilne uređaje i oznake ili pružaju ambijentalnu lokaciju ili okolišni kontekst za uređaje koji se osete.
Lokalizovana priroda IPS-a rezultirala je fragmentacijom dizajna, sa sistemima koji koriste različite optičke, radio, ili čak akustične tehnologije.
Otkrivanje orijentacije uređaja (često se naziva pravac kompasa da bi se to jasno razlikovalo od vertikalne orijentacije pametnog telefona) može se postići ili detektovanjem orijentira unutar slika snimljenih u realnom vremenu, ili pomoću trilateracije pomoću svetionika. Postoje i tehnologije za otkrivanje magnometrijskih informacija unutar zgrada ili lokacija sa čeličnim konstrukcijama ili rudnicima gvožđa..

## Primenljivost i preciznost
Zahvaljujući slabljenju signala uzrokovanog građevinskim materijalom, Globalni pozicioni sistem (eng. GPS) gubi značajnu snagu u zatvorenom prostoru, što utiče na potrebnu pokrivenost za prijemnike od najmanje četiri satelita. Pored toga, višestruka refleksija na površinama uzrokuje povećanje višestrukih puteva za neispravne greške. Ovi isti efekti degradiraju sva poznata rešenja za unutrašnje lociranje koja koristi elektromagnetske talase od unutrašnjih predajnika do unutrašnjih prijemnika. Za rešavanje ovih problema primenjuju se paketi fizičkih i matematičkih metoda. Korekcija grešaka u pozicioniranju radiofrekvencije omogucena je pomoću alternativnih izvora navigacionih informacija, kao što su inercijalna merna jedinica (eng.IMU), monokularna kamera Simultana lokalizacija i mapiranje (eng.SLAM) i WiFi SLAM. Integracija podataka iz različitih navigacionih sistema sa različitim fizičkim principima može povećati tačnost i robustnost celokupnog rešenja.

## Odnos prema GPS-u
Globalni navigacioni satelitski sistemi (GPS ili GNSS) uglavnom nisu pogodni za pronalaženje zatvorenih lokacija, budući da će mikrotalasi biti razređeni i raspršeni o krovove, zidove i druge predmete. Međutim, kako bi omogućili pozicionim signalima da budu sveprisutni, integracija između GPS-a i unutrašnjeg pozicioniranja se može napraviti.

Trenutno GNSS prijemnici postaju sve osetljiviji zbog povećane moći mikročipova prilikom procesiranja. GNSS prijemnici visoke osetljivosti mogu da primaju satelitske signale u većini zatvorenih okruženja, a pokušaji da se utvrdi 3D položaj u zatvorenim prostorijama su uspešni. Pored povećanja osetljivosti prijemnika, koristi se tehnika A-GPS, gde se godišnji kalendari i druge informacije prenose putem mobilnog telefona. Međutim, odgovarajuća pokrivenost potrebnih četiri satelita za lociranje prijemnika nije postignuta sa svim trenutnim projektima (2008-11) za unutrašnje poslovanje. Osim toga, prosečan proračun greške za GNSS sisteme je obično mnogo veći od objekta, u kome se vrši lociranje.

## Lociranje i pozicioniranje
Dok su najsvežiji IPS u mogućnosti da otkriju lokaciju objekta, oni su tako grubi da se ne mogu koristiti za detekciju orijentacije ili smera objekta.

## Lociranje i praćenje
Jedan od načina za uspješnu zadovoljavajuću operativnost je "praćenje". Da li je niz lokacija određen sa trajektorije od prve do najekonomične lokacije. Statističke metode potom služe za pomeranje lokacija određenih u stazi koja podseća na fizičke mogućnosti objekta za kretanje. Ovo pomeranje mora se primeniti, kada se cilj kreće, a takođe i za rezidentni cilj, da nadoknađuje nepredviđene mere. U suprotnom, lokacija jedinstvenog stanovništva ili čak praćena trajektorija bi se sastojala od putujuće sekvence skokova.

## Identifikacija i segregacija
U većini primena populacija je veća od samo jednog člana. Stoga IPS mora da služi odgovarajućom specifičnom identifikacijom za svaku posmatranu metu i mora biti sposobna da odvoji i grupiše ciljeve pojedinačno unutar grupe. IPS mora biti u stanju da identifikuje entitete koji se prate, uprkos "ne zanimljivim" susedima. Zavisno od dizajna, senzorska mreža mora znati od kojih oznaka je primila informacije, ili uređaj za lociranje mora biti u mogućnosti da direktno identifikuje ciljeve

## Tehnologije koje ne koriste talase
Tehnologije koje ne koriste talase se mogu koristiti za pozicioniranje bez korišćenja postojeće bežične infrastrukture. To može pružiti povećanu tačnost na račun skupe opreme i instalacija.

#### Magnetno pozicioniranje
Magnetno pozicioniranje može ponuditi pešacima sa pametnim telefonima, tačnost u zatvorenim objektima od 1-2 metra sa 90% nivoom pouzdanosti, bez korišćenja dodatne bežične infrastrukture za pozicioniranje. Magnetno pozicioniranje zasnovano je na gvožđu unutar zgrada koje stvaraju lokalne varijacije u magnetnom polju Zemlje. Neoptimizovani čipovi kompasa u pametnim telefonima mogu osetiti i snimiti ove magnetne varijacije za mapiranje zatvorenih lokacija.

#### Inercijalna merenja
Mrtvo računanje pešaka i drugi pristupi za pozicioniranje pešaka predlažu inercijalnu mernu jedinicu koja se prenosi od strane pešaka ili merenjem koraka indirektno (brojanje koraka), ponekad se odnose na mape ili druge dodatne senzore radi ograničenja inherentnog senzora koji se susreće sa inercijalnom navigacijom. Međutim, kako bi bio u stanju da izgradi samu mapu, koristiće se SLAM algoritam.
Inercijalne mere obično pokrivaju diferencijale kretanja, pa se lokacija određuje integraljenjem i stoga zahteva konstantu integracije da daju rezultate. Trenutna procena položaja može se naći kao maksimalna raspodela verovatnoće 2-d, koja se ponovo procenjuje na svakom koraku uzimajući u obzir model buke svih uključenih senzora i ograničenja koja se postavljaju zidovima i nameštajem.

#### Pozicioniranje zasnovano na vizuelnim markerima
Vizuelni sistem pozicioniranja može odrediti lokaciju mobilnog uređaja sa kamerom, dekodiranjem koordinata lokacije od vizuelnih markera. U takvom sistemu, markeri se postavljaju na određenim lokacijama u čitavom prostoru, svaki marker koji kodira koordinate tog geografskog područja: širinu, dužinu i visinu od poda. Merenje vizuelnog ugla od uređaja do markera omogućava uređaju da proceni svoje koordinate lokacije u odnosu na marker. Koordinate uključuju širinu, dužinu, visinu od poda.

#### Lokacija na osnovu poznatih vizuelnih karakteristika
Kolekcija uzastopnih snimaka sa kamere mobilnog uređaja, može napraviti bazu podataka koja je pogodna za procenu lokacije u mestu. Kada se kreira baza podataka, mobilni uređaj koji se kreće kroz prostor može snimiti snimke koji se mogu interpolisati u bazu lokacije, dajući koordinate lokacije. Ove koordinate mogu se koristiti zajedno sa drugim tehnikama lokacije za veću tačnost. Imajte na umu da ovo može biti poseban slučaj fuzije senzora kada kamera reprodukuje ulogu još jednog senzora.

## Bežične tehnologije
Svaka bežična tehnologija može se koristiti za lociranje. Mnogi različiti sistemi koriste postojeću bežičnu infrastrukturu za unutrašnje pozicioniranje. Postoje tri glavne opcije topologije sistema za konfiguraciju hardvera i softvera, mrežne, terminalske i pomoću terminala. Preciznost pozicioniranja može se povećati na račun opreme i instalacija bežične infrastrukture.

#### Wi-Fi sistem za pozicioniranje (WPS)
Wi-Fi sistem pozicioniranja (WPS) se koristi tamo gde je GPS neadekvatan. Tehnika lokalizacije koja se koristi za pozicioniranje sa bežičnim pristupnim tačkama se zasniva na merenju intenziteta primljenog signala (primljena jačina signala na engleskom RSS) i metoda "otisaka prstiju". Tipični parametri koji su korisni za geolokaciju WiFi pristupne tačke ili bežične pristupne tačke uključuju SSID i MAC adresu pristupne tačke. Tačnost zavisi od broja pozicija koje su unesene u bazu podataka. Moguće promene signala koje se mogu pojaviti mogu povećati greške i nepreciznosti na putu korisnika. Bilo gde je besplatan i otvoreni izvor Wi-Fi sistema za pozicioniranje koji omogućava bilo kome da brzo mapira zatvorene prostore i koji je osvojio nekoliko nagrada zbog svoje preciznosti lokacije.

#### Bluetooth
Prema Bluetooth Special Interest Group, Bluetooth se bavi blizinom, a ne tačnom lokacijom. Bluetooth nije imao nameru da ponudi vezanu lokaciju poput GPS-a, ali je poznat kao geo-fence ili rešenje za micro-fence, što ga čini unutrašnjim rešenjem za blizinu, a ne unutrašnjim rešenjem za pozicioniranje. Micromapping i mapiranje u zatvorenom su povezani sa Bluetooth-om i Bluetooth-om koji je baziran na iBeacon-u koji je promovisao Apple Inc. Veliki sistem za pozicioniranje u zatvorenom prostoru zasnovan na iBeacons-u je implementiran i primenjen u praksi.

#### Koncepti prigušene tačke
Jednostavan koncept indeksiranja lokacije i prijavljivanja prisutnosti za označene objekte koristi samo poznatu senzorsku identifikaciju. To je obično slučaj sa pasivnim radio-frekvencijskim identifikacionim (RFID) sistemima koji ne prijavljuju jačine signala i različite udaljenosti od pojedinačnih oznaka ili većeg broja oznaka i ne obnavljaju se pre poznatih koordinata senzora ili trenutne lokacije svih oznaka. Operativnost takvih pristupa zahteva neku usku prolaznost kako bi sprečila prolazak van dometa. Jednostavan koncept indeksiranja lokacije i prijavljivanja prisutnosti za označene objekte koristi samo poznatu senzorsku identifikaciju. To je obično slučaj sa pasivnim radio-frekvencijskim identifikacionim (RFID) sistemima koji ne prijavljuju jačine signala i različite udaljenosti od pojedinačnih oznaka ili većeg broja oznaka i ne obnavljaju se pre poznatih koordinata senzora ili trenutne lokacije svih oznaka. Operativnost takvih pristupa zahteva neku usku prolaznost kako bi sprečila prolazak van dometa.

#### Koncepti mreže
Umesto mjerenja na velikom opsegu, može se urediti gusta mreža prijemnika niskog dometa, npr. u mrežni obrazac za ekonomiju, u celom posmatranom prostoru. Zbog niskog opsega, označeni entitet će identifikovati samo nekoliko bliskih, umreženih prijemnika. Identifikovana oznaka mora biti u dometu identifikatora čitača, što omogućava grubu aproksimaciju lokacije oznake. Napredni sistemi kombinuju vizuelnu pokrivenost mrežom kamere sa pokrivanjem bežične mreže za grubu lokaciju.

#### Koncepti senzora velikog dometa
Većina sistema koristi neprekidno fizičko merenje (kao što su ugao i rastojanje ili samo rastojanje) zajedno sa identifikacionim podacima u jednom kombinovanom signalu. Doseg ovih senzora uglavnom pokriva čitav sprat, ili prolaz ili samo jednu sobu. Rešenja kratkog dosega primenjuju se sa više senzora i preklapajućim dosegom.

#### Ugao dolaska
Ugao dolaska (eng. AoA) je ugao iz kojeg signal dolazi na prijemniku. AoA se obično određuje merenjem vremenske razlike dolaska (TDOA) između više antena u nizu senzora. U drugim prijemnicima, to je određeno nizom visoko-usmerenih senzora - ugao se može odrediti pomoću kojeg senzora je dobio signal. AoA se obično koristi sa triangulacijom i poznatom baznom linijom kako bi se pronašla lokacija u odnosu na dva učvršćena predajnika.

#### Vreme dolaska
Vrijeme dolaska (eng. ToA, takođe i vreme letenja) je količina vremena za koju se signal prenosi od predajnika do prijemnika. Pošto je brzina prenosa signala konstantna i poznata (ignorišući razlike u medijima), vreme putovanja signala može se koristiti za direktno izračunavanje rastojanja. Višestruka merenja mogu se kombinovati sa trilateracijom i multilateracijom kako bi se pronašla lokacija. Ovo je tehnika koju koristi GPS. Sistemi koji koriste ToA obično zahtevaju komplikovani mehanizam sinhronizacije kako bi se održao pouzdan izvor vremena za senzore (iako se to može izbjeći u pažljivo dizajniranim sistemima pomoću repetitora za uspostavljanje sklopke).
Tačnost metoda zasnovanih na TOA često trpi zbog masivnih višestrukih uslova u unutrašnjoj lokalizaciji, što je uzrokovano refleksijom i prelamanjem RF signala od objekata (npr. Unutrašnjeg zida, vrata ili namještaja) u okruženju. Međutim, moguće je smanjiti efekat višestrukosti primenom tehnika zasnovanih na vremenskom ili prostornom rasporedu.

#### Indikacija jačine primljenog signala
Indikacija jačine primljenog signala (eng. RSSI) je merenje nivoa snage koje je primio senzor. Zbog toga što se radio talasi prenose u skladu sa zakonom o inverznom kvadratu, rastojanje se može aproksimirati na osnovu odnosa između prenetih i primljenih jačina signala (jačina prenosa je konstanta zasnovana na opremi koja se koristi) sve dok druge greške ne doprinose neispravnom rezultatu. Unutrašnjost zgrada nije slobodan prostor, tako da je preciznost značajno pogođena refleksijom i apsorpcijom zidova. Nestacionarni objekti kao što su vrata, nameštaj i ljudi mogu predstavljati još veći problem, jer mogu uticati na snagu signala na dinamičan, nepredvidiv način.
Mnogi sistemi koriste poboljšanu Vi-Fi infrastrukturu kako bi pružili informacije o lokaciji. Nijedan od ovih sistema ne služi za pravilan rad sa bilo kakvom infrastrukturom kao što je. Nažalost, merenja snage Vi-Fi signala su izuzetno bučna, tako da se trenutno istraživanje usredsređuje na pravljenje tačnijih sistema korišćenjem statistike kako bi se filtrirali neprecizni ulazni podaci. Vi-Fi sistemi za pozicioniranje ponekad se koriste na otvorenom kao dodatak GPS-u na mobilnim uređajima, gde samo nekoliko nepravilnih refleksija uznemirava rezultate.

#### Ostalo
Radio frequency identification (RFID): pasivne oznake su vrlo isplative, ali ne podržavaju nikakve metrike
Ultrawide band (UWB): smanjeno mešanje sa drugim uređajima
Infrared (IR): ranije uključen u većinu mobilnih uređaja
Gen2IR (druga generacija infrareda)
Visible light communication (VLC): mogu koristiti postojeće sisteme osvetljenja
Ultrasound: talasi se kreću veoma sporo, što rezultira mnogo većom tačnošću

## Matematika
Kada se podaci senzora prikupe, IPS pokušava da odredi lokaciju odakle je primljeni prenos najverovatnije prikupljen. Podaci iz jednog senzora su generalno dvosmisleni i moraju biti rešeni serijom statističkih procedura za kombinovanje nekoliko senzorskih ulaznih struja.

#### Empirijska metoda
Jedan od načina za određivanje položaja jeste da se podaci sa nepoznate lokacije podudaraju sa velikim brojem poznatih lokacija koristeći algoritam poput k-najbližeg suseda. Ova tehnika zahteva izuzetno istraživanje na licu mesta i biće netačna sa bilo kakvim značajnim promjenama u okruženju (zbog pokretnih osoba ili pokretnih objekata).

#### Matematičko modeliranje
Lokacija će se izračunati matematički aproksimacijom prenosa signala i pronalaženja uglova i / ili udaljenosti. Inverzna trigonometrija će se onda koristiti za određivanje lokacije:
- Trilateracija (udaljenost od tacke)
- Triangulacija (ugao do tacke)

Napredni sistemi kombinuju tačnije fizičke modele sa statističkim procedurama:
- Baesova statistička analiza (probabilistički model)
- Kalman filtriranje[5] (za procenu ispravnih vrednosti struje u uslovima buke).

## Spoljašnje veze
- EZ Localization
- Micromapping in OpenStreetMap
- Indoor Mapping in OpenStreetMap
- IPIN Conferences.
- Indoor Positioning explained
- EasyFloorMap